# Babi panggang

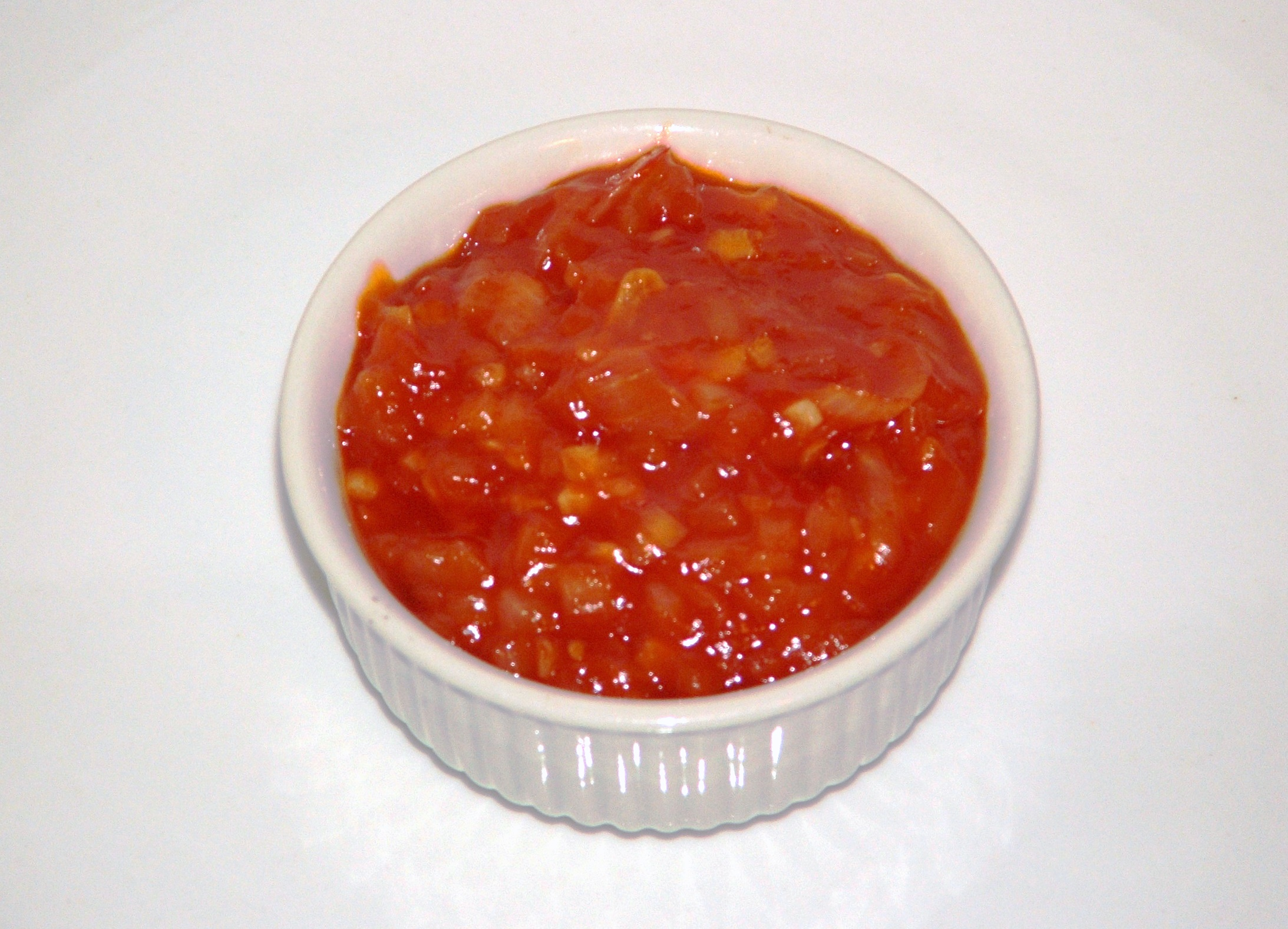
Salsa babi panggang.

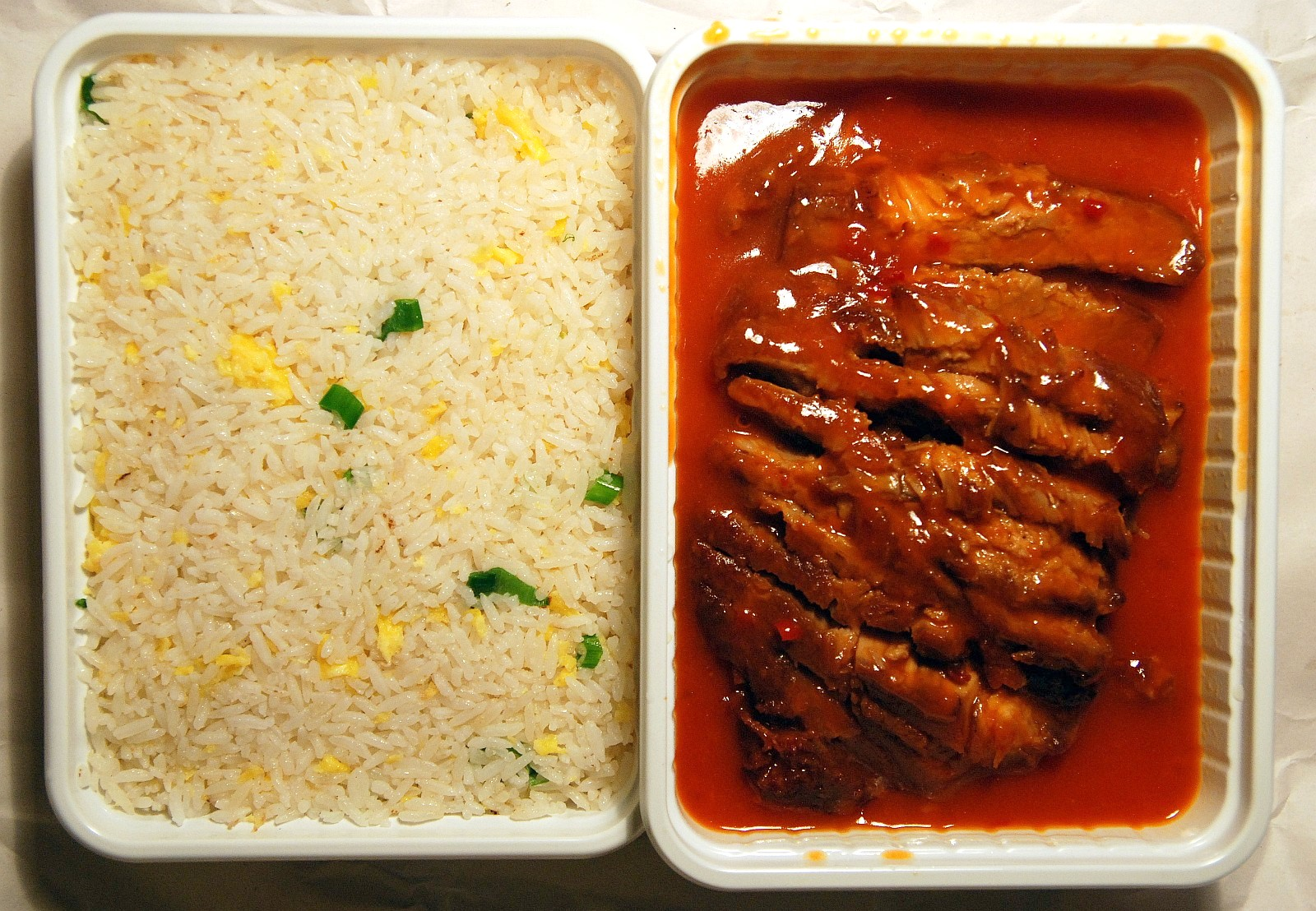
Babi panggang speciaal met nasi, una popular combinación holandesa para llevar de cerdo frito con salsa y arroz frito.

En Occidente, se conoce principalmente como babi panggang a una salsa a base de tomate que se usaba originalmente en un plato de fusión holandés-indonesio-chino llamado babi panggang o babi panggang speciaal en los Países Bajos y en el vecino Flandes (babi significa ‘cerdo’ y panggang ‘asado’ o ‘a la parrilla’ en malayo e indonesio).
Este plato de fusión se hizo popular en la región gracias a los llamados restaurantes chino-indonesios, frecuentes en los Países Bajos desde finales de la década de 1960 y principios de la de 1970. Estos locales eran mayoritariamente propiedad de inmigrantes de Hong Kong. El plato consiste en rodajas de cerdo frito crujiente servidas sobre una cama de acar campur (una ensalada de encurtidos de origen indonesio hecha con repollo blanco y zanahoria finamente cortados) sobre lo que se vierte una generosa cantidad de salsa. Es muy probable que el plato fuera desarrollado por cocineros cantoneses, bien en las antiguas Indias Orientales Neerlandesas (actual Indonesia), bien en los propios Países Bajos tras el gran flujo de inmigrantes asiáticos y euroasiáticos que siguió a la pérdida de su colonia y el inicio de los grandes movimiento migratorios mundiales.
La salsa es parecida a otras salsas agridulces a base de tomate comunes en la cocina cantonesa. La mayoría de recetas para esta salsa incluye puré de tomate, kétchup o tomates frescos, jengibre fresco o en polvo, agua, vinagre, sal y una gran cantidad de azúcar. También pueden incluir cebolla, ajo, salsa de soja, sambal, guindillas frescas, jerez o vino de arroz, caldo, glutamato monosódico y maicena para espesar. Este tipo de salsa babi panggang se está haciendo popular en muchos países occidentales como salsa para barbacoas.
En Indonesia, las salsas del tipo de la babi panggang hechas por los (mayoritariamente cristianos) batak de Sumatra no contienen tomate como ingrediente principal, sino que se hacen bien con sangre de cerdo o con un sambal de pimienta de Sichuan.
Otros platos llamados babi panggang, tanto en Malasia como en Indonesia, son por ejemplo el babi panggang putih (nombre malayo-indonesio para el siu yook —燒肉— chino) o el babi panggang merah (equivalente al char siu —叉燒— chino). Las salsas servidas con estos platos están basadas principalmente en salsa de soja y no incluyen tomate en forma alguna como ingrediente.